# 陈氏幼金
二阶观妃陈登氏同（越南语：Nhị giai Quan phi/二阶观妃，Trần Đăng Thị Đồng/陈登氏同，？—？），是越南阮朝同庆帝的一名后妃。

## 生平
观妃陈氏出自陈登氏家族，父不详。她在同庆帝还是坚江郡公的时候就入宫了，是继同庆帝原配阮氏（越南语：Nhất giai Nghĩa phi/一阶义妃）之后的府妾。
咸宜元年（1885）八月，同庆帝即位，册封陈登氏同为二阶观妃，潘文氏为二阶佳妃，胡文氏为正嫔，阮文氏为宜嫔，陈文氏为裕嫔。
同庆元年（1886），立阮有度（越南语：Nguyễn Hữu Độ）之女阮有氏娴（越南语：Nguyễn Hữu Thị Nhàn/阮有氏娴，Phụ Thiên Thuần Hoàng Hậu/辅天纯皇后）为皇贵妃，是后宫之首。追封原配府妾阮氏为义嫔（越南语：Nghĩa tần/义嫔）。
同庆二年（1887）二月，同庆帝传旨后宫，称观妃陈登氏同言行率俗、冒犯皇贵妃，屡教不改，降为随嫔（越南语：Tùy tần/随嫔）；正嫔胡文氏不以公事为心，降为美人；宜嫔阮文氏刚爆贪妒，降为才人；才人郑文氏、阮有氏欺弄成性，降为宫人。在同一年，佳妃潘文氏也因检查工作出错又拖病轻忽被降为美人。
1916年，启定帝即位后，将陈登氏同复位二阶观妃。她在保大年间去世，谥懿顺（越南语：Ý Thuận Quan phi/懿顺观妃）。

## 子女
她为同庆帝生下两子，但均不幸早逝。
- 安化郡王阮福宝𡾼（越南语：An Hoá Quận vương Nguyễn Phúc Bửu Tủng，1886年3月1日—1900年1月23日），同庆帝次子。
- 皇子阮福宝巏（越南语：Nguyễn Phúc Bửu Quyền）同庆帝第六子，早夭。